# Mame
Mame (Mam, Zaklohpakap), pleme američkih Indijanaca šire grupe mame kojoj su dali svoje ime, porodica Mayan, naseljeni u gvatemalskim departmanima San Marcos, Quetzaltenango, Retalhuleu i Huehuetenango, te u susjednim područjima Meksika po državama Chiapas, Campeche i Quintana Roo.
Mame su podijeljeni po brojnim grupama koje se služe posebnim mame-jezicima, ali imaju malo ili ništa plemenskog identiteta. Na području zapadne Gvatemale Mame su naseljeni najmanje 2000 godina, a od Španjolaca su podčinjeni oko 1500.-tih.
Suvremeni Mame 1940.-ih počinju migrirati na plantaže kave u potrazi za poslom. Danas su oni pretežno farmeri koji žive od uzgoja kukuruza, graha i raznih vrsta tikava. U periodima van sezona poljoprivrednih radova, Mame-žene zauzete su izradom odjeće na tradicionalnim razbojima i lončarstvom. 
Glavnina populacije živi po malenim zaselcima s manje od 500 stanovnika, a kod Tajumulco Mama javlja se manja obiteljska kuća sa zemljanim podom, zidovima od blata, s metalnim krovom, bez prozora i vratima koje služe i za izlazak dima od vatre za kuhanje. 
Vjera Mame-Indijanaca je katolicizam s primjesama animizma (neživi objekti imaju dušu) i šamanizma, a katolički sveci drže se za veoma moćne duhove. Šaman, kod njih poznat kao chmaan i dalje ima jak utjecaj na Mame-Indijanca. Marimba, ksilofonu nalik glazbalo, prisutan je na skoro svim javnim događajima. 
Na području Gvatemale ima ih preko 500,000 (prema popisu iz 1981.).

## Plemena
Tektiteko i Tacaneco dvije su skupine koje im jezično pripadaju.

## Vanjske poveznice
- Mam
- The Mam of Guatemala  Arhivirana inačica izvorne stranice od 22. rujna 2007. (Wayback Machine)